# Septembersamenzwering
De Septembersamenzwering was een poging tot staatsgreep in september 1938 opgezet door leden van de Wehrmacht en het ministerie van Buitenlandse Zaken om het nazibewind onder leiding van Adolf Hitler omver te werpen.

## Plan
In 1938 ontstond er een verzetskring in de afdeling Buitenland/contraspionage, die in het geval van een mobilisering een aantal leiders voor een staatsgreep in Berlijn voor zich kon winnen. Medestanders waren onder meer:
- Ludwig Beck (1880–1944), generaal,
- Walther von Brauchitsch (1881–1948), opperbevelhebber van het leger,
- Hans von Dohnányi (1902–1945),
- Wilhelm Canaris (1887–1945), admiraal, hoofd van de contraspionage,
- Hans Bernd Gisevius (1904–1974),
- Carl Friedrich Goerdeler (1884–1945),
- Franz Halder (1884–1972),
- Paul von Hase (1885–1944),
- Wolf-Heinrich von Helldorf (1896–1944), hoofd van de politie van Berlijn,
- Erich Kordt (1903–1969),
- Hans Oster (1887–1945),
- Fritz-Dietlof Graf von der Schulenburg (1902–1944),
- Carl-Heinrich von Stülpnagel (1886–1944), generaal,
- Erwin von Witzleben (1881–1944), generaal.

Volgens het plan van de samenzweerders moesten op 28 september 1938, op het hoogtepunt van de Sudetencrisis, stoottroepen onder leiding van kapitein Friedrich Wilhelm Heinz en korvetkapitein Franz-Maria Liedig de Rijkskanselarij bestormen. Hitler moest gevangengenomen worden en naar een veilige plek gebracht, zodat hij later voor een rechtbank zou kunnen verschijnen. Tijdens een laatste bijeenkomst van de engste samenzweerders (Oster, Witzleben, Gisevius, Dohnanyi, Heinz en Liedig) in Osters woning op 20 september veranderde men, nadat Witzleben de vergadering al verlaten had, het plan nog op een wezenlijk punt: Hitlers moest tijdens een geënsceneerd handgemeen nog in de Rijkskanselarij neergeschoten worden omdat, zo redeneerde vooral Heinz, een levende Hitler nog steeds een gevaar betekende. 
Op 28 september komt echter het verrassende nieuws dat Hitler ingestemd heeft met het voorstel om in München, samen met Chamberlain, Daladier en Mussolini een vreedzame oplossing te zoeken voor de Sudetencrisis. Zijn deelname aan deze meeting, waaraan hij slechts met tegenzin deelnam, en het bereikte akkoord op deze Conferentie van München waarbij Hitler zonder slag of staat alles verkreeg wat hij wilde, sloeg de bodem uit de plannen van de samenzweerders. In de publieke opinie in Duitsland kreeg Hitler het imago van vredebrenger terwijl de samenzweerders in Hitlers voorziene militair avontuur in het Sudetenland de aanleiding en de verantwoording zagen voor hun staatsgreep. 

## Gevolg
De samenzweerders zouden er lang over doen om deze afloop te boven te komen en een nieuw initiatief te nemen. Slechts een beperkte groep bleef verder werken aan plannen, maar zonder eenzelfde organisatiekracht. Pas vanaf de herfst 1943 was Claus Schenk Graf von Stauffenberg begonnen aan de planning van een staatsgreep, operatie Walküre, die samen zou gaan met de bomaanslag op Hitler van 20 juli 1944.

## Ontdekking
De poging tot staatsgreep van 28 september die pas op het allerlaatste ogenblik afgeblazen werd bleef jarenlang onbekend voor het naziregime. De directe aanleiding voor de ontdekking was de aanslag op Hitler van 20 juli 1944 en de faliekant afgelopen poging tot staatsgreep die ermee gepaard ging. In het kader van het onderzoek hiernaar vond de Gestapo in september 1944 in een afdeling van de Abwehr te Zossen documenten die naar de septembersamenzwering verwezen. Hitler beval dat deze documenten in geen geval aan het Volksgerichtshof gegeven mochten worden, en strikt geheim moesten blijven om de bevolking niet nog meer te verontrusten, na de aanslag van 20 juli en de recente invasie van Frankrijk door de geallieerden.